# Legit
Legit is een Amerikaanse sitcom die in 2013 en 2014 voor twee seizoenen liep en waarvan in totaal 26 afleveringen zijn gemaakt en uitgezonden. Hoofdrolspelers zijn de Australische komiek Jim Jefferies en de Amerikanen Dan Bakkedahl en DJ Qualls. Jefferies was samen met Peter O'Fallon ook de man achter de serie. De serie werd uitgezonden op FX Networks en was deels gebaseerd op verhalen uit de stand-upcomedy-voorstellingen van Jim Jefferies, die in de serie een gefictionaliseerde versie van zichzelf speelt. In mei 2014 werd bekendgemaakt dat Legit geen derde seizoen zou krijgen.

## Verhaal
Jim Jefferies (Jefferies) is een Australische komiek die in de Verenigde Staten in huis gaat wonen met zijn beste vriend Steve Nugent (Bakkedahl) en diens broer Billy Nugent (Qualls) die lijdt aan musculaire dystrofie. Vervolgens beleven ze diverse avonturen waarin ze proberen te leren wat het is om een goed, legitiem, persoon te worden.

## Cast
- Jim Jefferies als 'Jim Jefferies' (26 afleveringen) – een Australische stand-upcomedian
- Dan Bakkedahl als 'Steve Nugent'[1] (26 afleveringen) – Jims vriend en huisgenoot
- DJ Qualls als 'Billy Nugent'[1] (26 afleveringen) – Steves broer die lijdt aan musculaire dystrofie
- Mindy Sterling als 'Janice Nugent' (14 afleveringen) – de moeder van Billy en Steve
- Sonya Eddy als 'Ramona' (12 afleveringen) – Billy's verpleegster
- Nick Daley als 'Rodney' (12 afleveringen) – een autistische vriend van Jim, Steve en Billy
- John Ratzenberger als 'Walter Nugent' (10 afleveringen) – de vader van Billy en Steve
- Ginger Gonzaga als 'Peggy' (6 afleveringen) – de vriendin van Jim

## Afleveringen

### Seizoen 1
1. "Pilot", uitgezonden op 17 januari 2013
2. "Dreams", uitgezonden op 24 januari 2013
3. "Love", uitgezonden op 31 januari 2013
4. "Anger", uitgezonden op 7 februari 2013
5. "Justice", uitgezonden op 14 februari 2013
6. "Family", uitgezonden op 21 februari 2013
7. "Health", uitgezonden op 28 februari 2013
8. "Hoarders", uitgezonden op 7 maart 2013
9. "Bag Lady", uitgezonden op 14 maart 2013
10. "Cuckoo's Nest", uitgezonden op 21 maart 2013
11. "Hat Hair", uitgezonden op 28 maart 2013
12. "Misunderstood", uitgezonden op 4 april 2013
13. "Fatherhood", uitgezonden op 11 april 2013

### Seizoen 2
1. "Loveline", uitgezonden op 26 februari 2014
2. "Death", uitgezonden op 5 maart 2014
3. "Racist", uitgezonden op 12 maart 2014
4. "Reunion", uitgezonden op 19 maart 2014
5. "Checkmate", uitgezonden op 26 maart 2014
6. "Rub & Slide", uitgezonden op 2 april 2014
7. "Afghanistan", uitgezonden op 9 april 2014
8. "Homeless", uitgezonden op 16 april 2014
9. "Licked", uitgezonden op 23 april 2014
10. "Weekend", uitgezonden op 30 april 2014
11. "Intervention", uitgezonden op 7 mei 2014
12. "Sober", uitgezonden op 14 mei 2014
13. "Honesty", uitgezonden op 14 mei 2014